# قطعنامه ۱۸۳۳ شورای امنیت
قطعنامه  ۱۸۳۳ شورای امنیت سازمان ملل متحد که در تاریخ ۲۲ سپتامبر ۲۰۰۸ تصویب شد، سندی بین‌المللی دربارهٔ اوضاع در افغانستان است. این قطعنامه طی نشست ۵۹۷۷ام با ۱۵ رای موافق، ۰ مخالف و ۰ ممتنع تصویب شد.